# Elecciones generales de Austria de 1979
Las elecciones parlamentarias de Austria fueron realizadas el 6 de mayo de 1979. El resultado fue la victoria del Partido Socialdemócrata, el cual ganó 95 de los 183 escaños. La participación electoral fue de un 92.2%.

## Resultados
|                         |                                    |           |      |         |       |
| Partido                 | Partido                            | Votos     | %    | Escaños | +/–   |
|                         | Partido Socialdemócrata de Austria | 2.413.226 | 51.0 | 95      | +2    |
|                         | Partido Popular Austríaco          | 1.981.739 | 41.9 | 77      | –3    |
|                         | Partido de la Libertad de Austria  | 286.743   | 6.1  | 11      | +1    |
|                         | Partido Comunista de Austria       | 45.280    | 1.0  | 0       | 0     |
|                         | Grupo Laboral Social Cristiano     | 2.263     | 0.0  | 0       | Nuevo |
|                         | Votos en blanco/nulos              | 54.922    | –    | –       | –     |
| Total                   | Total                              | 4.784.173 | 100  | 183     | 0     |
| Fuente: Nohlen & Stöver |                                    |           |      |         |       |